# Roditori delle Filippine
La fauna dei roditori delle Filippine è considerata come una delle più rimarchevoli, in particolare la famiglia dei Muridi, per l'assembramento di forme notevolmente diverse tra loro, che vanno dai piccoli topi toporagno terricoli che si nutrono di lombrichi ed altri invertebrati catturati sul terreno delle foreste ai giganteschi topi arboricoli, caratterizzati da lunghe code folte e zampe larghe con grandi cuscinetti. La famiglia degli Sciuridi invece è ridotta a poche forme limitate tutte alle due regioni di Palawan e Mindanao.
| In verde |  | sono contrassegnate le specie endemiche. |

## Famiglia Hystricidae
| Specie         | Nome comune | Status IUCN |  |
| -------------- | ----------- | ----------- |  |
| Hystrix pumila |             |             |  |

## Famiglia Muridae
Sottofamiglia Murinae
| Specie                     | Nome comune                         | Status IUCN |  |
| -------------------------- | ----------------------------------- | ----------- |  |
| Abditomys latidens         |                                     |             |  |
| Anonymomys mindorensis     |                                     |             |  |
| Apomys abrae               |                                     |             |  |
| Apomys aurorae             |                                     |             |  |
| Apomys banahao             |                                     |             |  |
| Apomys brownorum           |                                     |             |  |
| Apomys camiguinensis       |                                     |             |  |
| Apomys datae               |                                     |             |  |
| Apomys gracilirostris      |                                     |             |  |
| Apomys hylocetes           |                                     |             |  |
| Apomys insignis            |                                     |             |  |
| Apomys iridensis           |                                     |             |  |
| Apomys littoralis          |                                     |             |  |
| Apomys lubangensis         |                                     |             |  |
| Apomys magnus              |                                     |             |  |
| Apomys minganensis         |                                     |             |  |
| Apomys musculus            |                                     |             |  |
| Apomys sacobianus          |                                     |             |  |
| Apomys sierrae             |                                     |             |  |
| Apomys zambalensis         |                                     |             |  |
| Archboldomys luzonensis    |                                     |             |  |
| Archboldomys maximus       |                                     |             |  |
| Batomys dentatus           |                                     |             |  |
| Batomys granti             |                                     |             |  |
| Batomys hamiguitan         |                                     |             |  |
| Batomys russatus           |                                     |             |  |
| Batomys salomonseni        |                                     |             |  |
| Batomys uragon             |                                     |             |  |
| Bullimus bagobus           |                                     |             |  |
| Bullimus gamay             |                                     |             |  |
| Bullimus luzonicus         |                                     |             |  |
| Carpomys melanurus         |                                     |             |  |
| Carpomys phaeurus          |                                     |             |  |
| Celaenomys silaceus        |                                     |             |  |
| Chiropodomys calamianensis |                                     |             |  |
| Chrotomys gonzalesi        |                                     |             |  |
| Chrotomys mindorensis      |                                     |             |  |
| Chrotomys sibuyanensis     |                                     |             |  |
| Chrotomys whiteheadi       |                                     |             |  |
| Crateromys australis       |                                     |             |  |
| Crateromys heaneyi         |                                     |             |  |
| Crateromys paulus          |                                     |             |  |
| Crateromys schadenbergi    | Ratto delle cortecce di Schadenberg |             |  |
| Crunomys fallax            |                                     |             |  |
| Crunomys melanius          |                                     |             |  |
| Crunomys suncoides         |                                     |             |  |
| Haeromys pusillus          |                                     |             |  |
| Limnomys bryophilus        |                                     |             |  |
| Limnomys sibuanus          |                                     |             |  |
| Maxomys panglima           |                                     |             |  |
| Mus musculus               | Topo domestico                      |             |  |
| Musseromys anacuao         |                                     |             |  |
| Musseromys beneficus       |                                     |             |  |
| Musseromys gulantang       |                                     |             |  |
| Musseromys inopinatus      |                                     |             |  |
| Palawanomys furvus         |                                     |             |  |
| Phloeomys cumingi          |                                     |             |  |
| Phloeomys pallidus         |                                     |             |  |
| Rattus argentiventer       | Ratto delle risaie                  |             |  |
| Rattus everetti            |                                     |             |  |
| Rattus exulans             | Ratto polinesiano                   |             |  |
| Rattus mindorensis         |                                     |             |  |
| Rattus nitidus             |                                     |             |  |
| Rattus norvegicus          | Ratto delle chiaviche               |             |  |
| Rattus tanezumi            |                                     |             |  |
| Rattus tawitawiensis       |                                     |             |  |
| Rattus tiomanicus          |                                     |             |  |
| Rhynchomys banahao         |                                     |             |  |
| Rhynchomys isarogensis     |                                     |             |  |
| Rhynchomys soricoides      |                                     |             |  |
| Rhynchomys tapulao         |                                     |             |  |
| Soricomys kalinga          |                                     |             |  |
| Soricomys leonardocoi      |                                     |             |  |
| Soricomys montanus         |                                     |             |  |
| Soricomys musseri          |                                     |             |  |
| Sundamys muelleri          |                                     |             |  |
| Tarsomys apoensis          |                                     |             |  |
| Tarsomys echinatus         |                                     |             |  |
| Tryphomys adustus          |                                     |             |  |

## Famiglia Sciuridae
| Specie                      | Nome comune | Status IUCN |  |
| --------------------------- | ----------- | ----------- |  |
| Exilisciurus concinnus      |             |             |  |
| Hylopetes nigripes          |             |             |  |
| Petinomys crinitus          |             |             |  |
| Sundasciurus hoogstraali    |             |             |  |
| Sundasciurus juvencus       |             |             |  |
| Sundasciurus moellendorffi  |             |             |  |
| Sundasciurus philippinensis |             |             |  |
| Sundasciurus rabori         |             |             |  |
| Sundasciurus steeri         |             |             |  |